# Юва, Микко
Архиепи́скоп Микко Эйнар Юва (фин. Mikko Einar Juva до 1935 года фамилия — Ювелиус швед. Juvelius; 22 ноября 1918, Каарлела, Финляндия — 1 января 2004, Турку, Финляндия) — финский историк, политик и церковный деятель; с 1978 по 1982 годы — архиепископ Евангелическо-лютеранской церкви Финляндии.

## Биография
Родился 22 ноября 1918 года в Каарлеле, в Финляндии. С 1957 по 1962 году был профессором истории Северных стран в университете Турку, а с 1962 по 1978 годы профессором истории Финляндии и Скандинавии, а также церковной истории в университете Хельсинки. С 1962 по 1966 году был членомПарламента Финляндии и с 1965 по 1968 годы председателем Либеральной народной партии.
С 1978 по 1982 годы был архиепископом Турку и главой Евангелическо-лютеранской церкви Финляндии.
Скончался 1 января 2004 года в Турку.